# Рамзау-ім-Ціллерталь
Рамзау-ім-Ціллерталь (нім. Ramsau im Zillertal) — громада округу Швац у землі Тіроль, Австрія.
Рамзау-ім-Ціллерталь лежить на висоті 604 м над рівнем моря і займає площу 8,96 км². Громада налічує 1570 мешканців.
Густота населення 175/км².
Рамзау розташований в долині річки Ціллер. Крім головного селища до складу громади входять розкидані на схилах гір хутори.
|                                               |
| Рамзау-ім-Ціллерталь на мапі округу та землі. |

 Адреса управління громади: Ramsau 35, 6284 Ramsau im Zillertal.